# Guillon-les-Bains
Guillon-les-Bains é uma comuna francesa na região administrativa de Borgonha-Franco-Condado, no departamento de Doubs. Estende-se por uma área de 4,72 km². Em 2010 a comuna tinha 111 habitantes (densidade: 23,5 hab./km²).